# Staré Město
Staré Město (Gamla staden) är en stadsdel i Prag, Tjeckien.
Gamla staden var grundplatsen för staden Prag. Under 1300-talet utvidgade Karl IV staden genom att grunda Nové Město. De två delarna är separerade av Na Příkopěgatan.

## Bilder

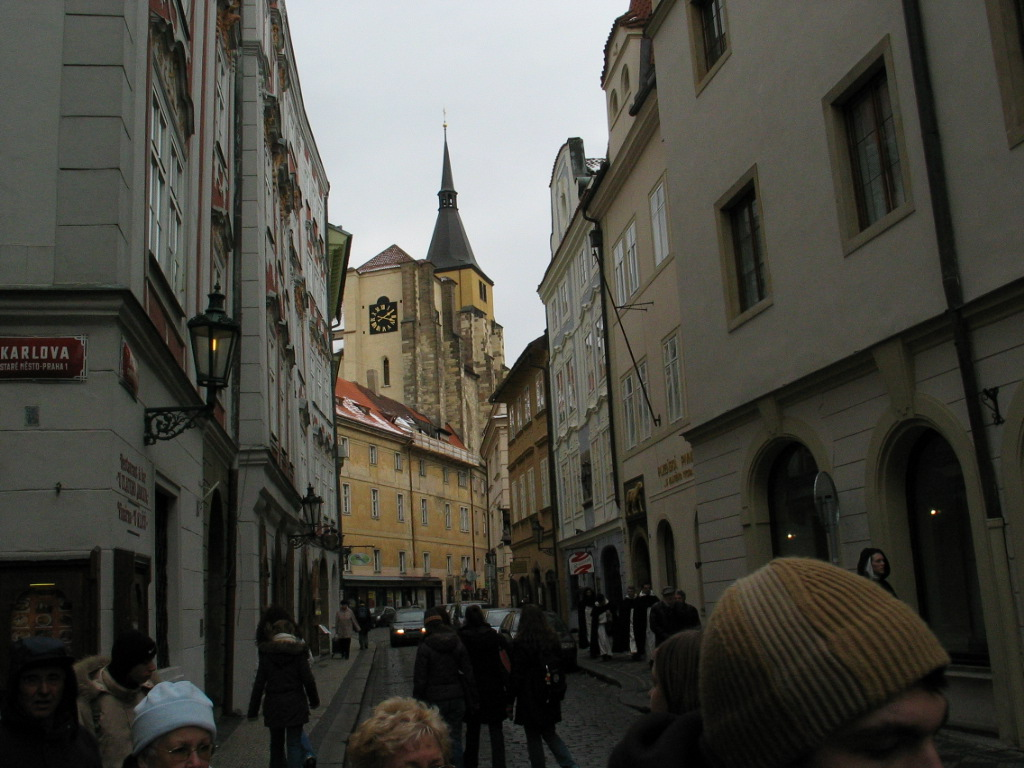
Smala gator i Staré Město
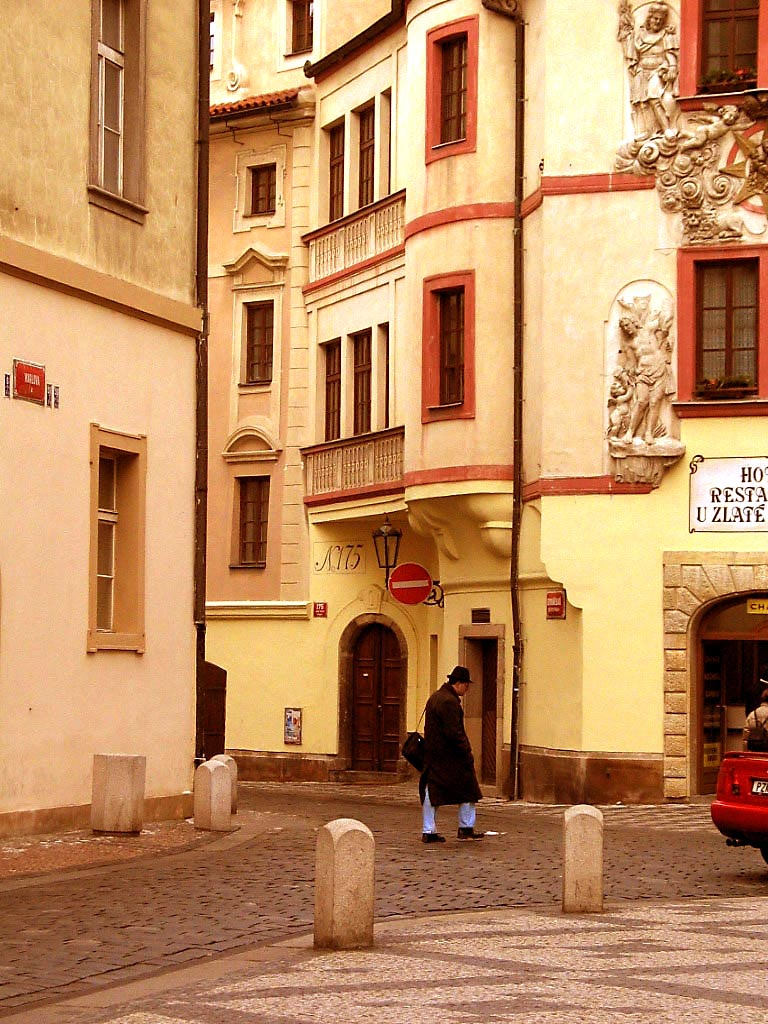
Hus i Staré Město
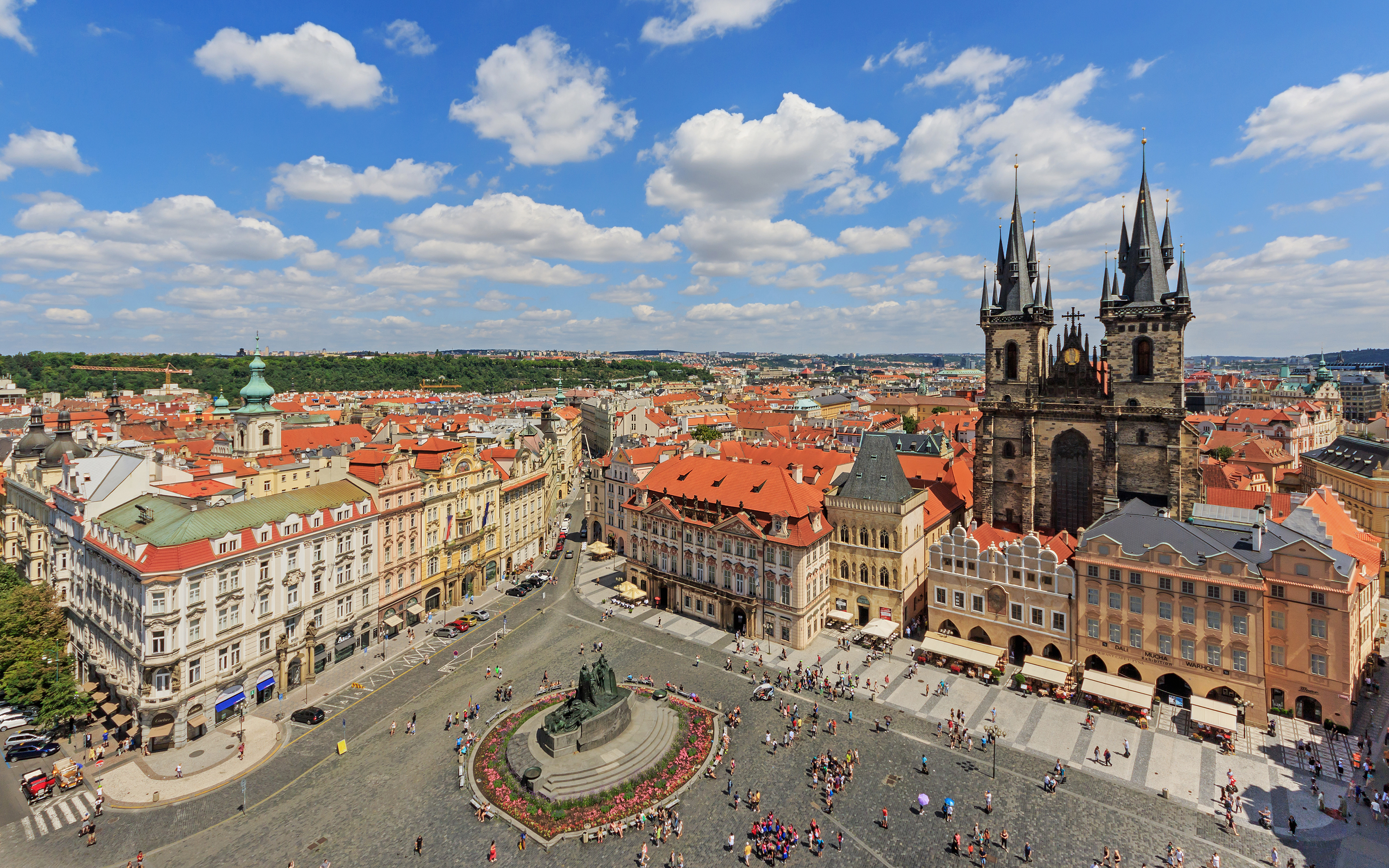
Vy över Staroměstské náměstí
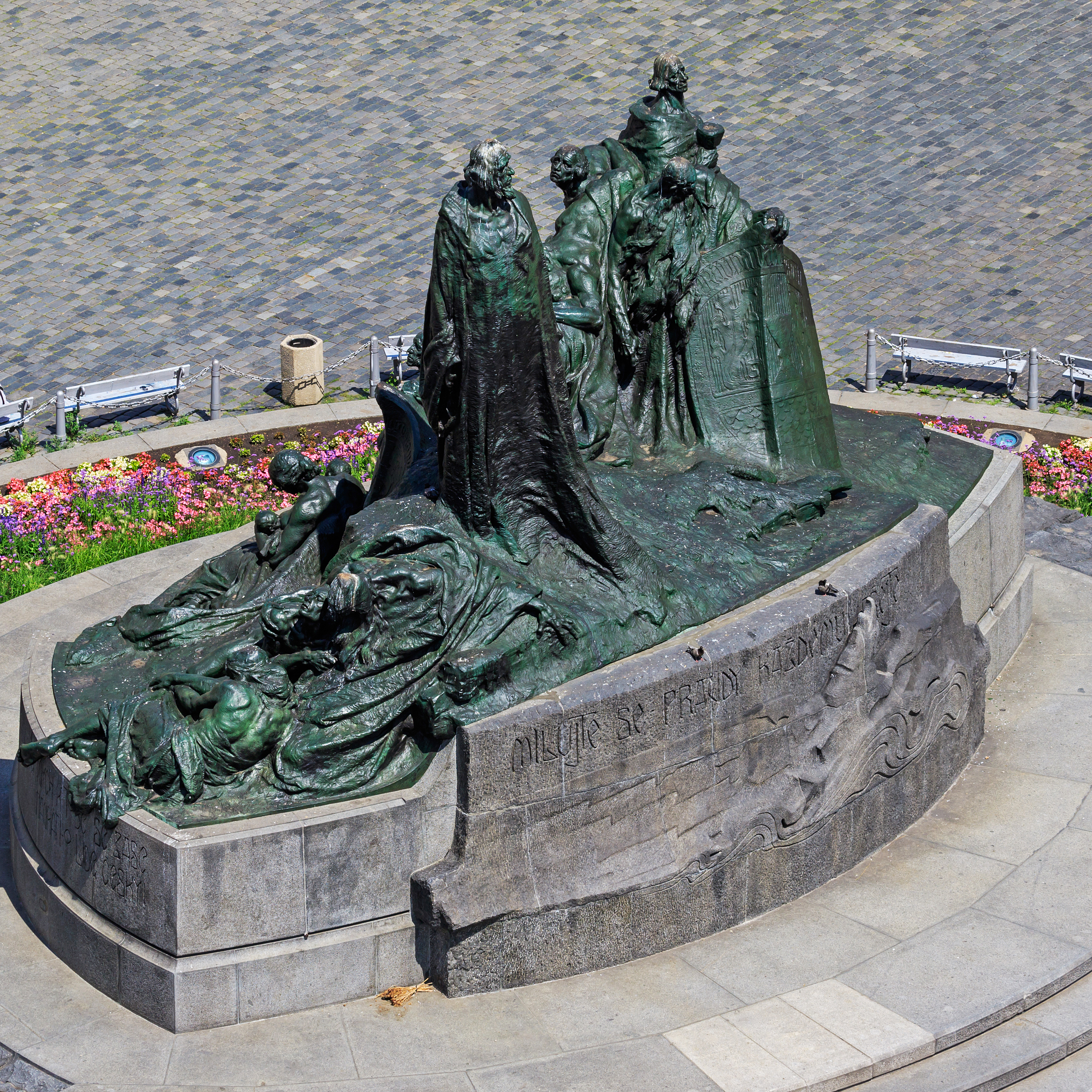
I Staroměstské náměstí
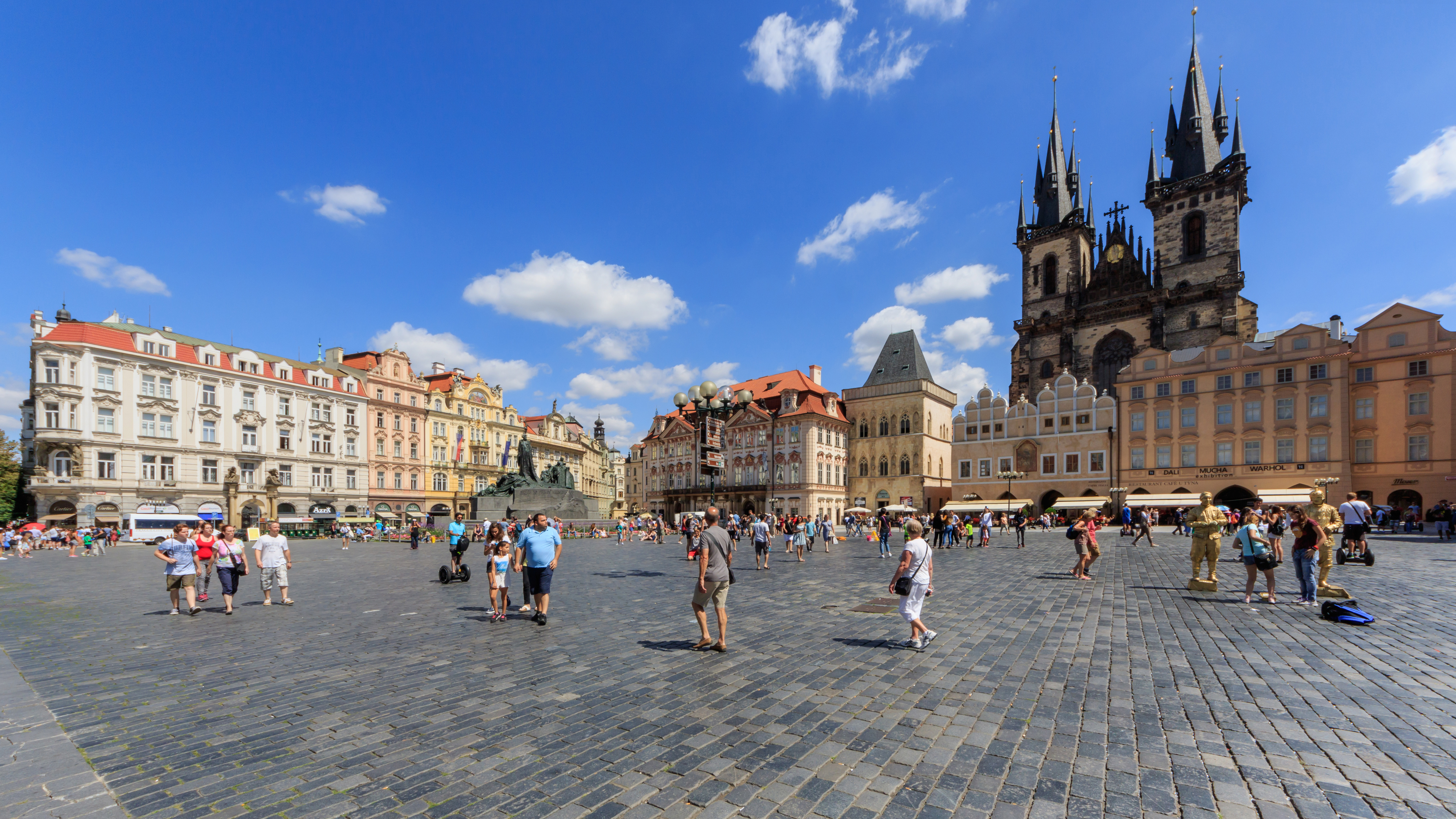
Gamla stans torg
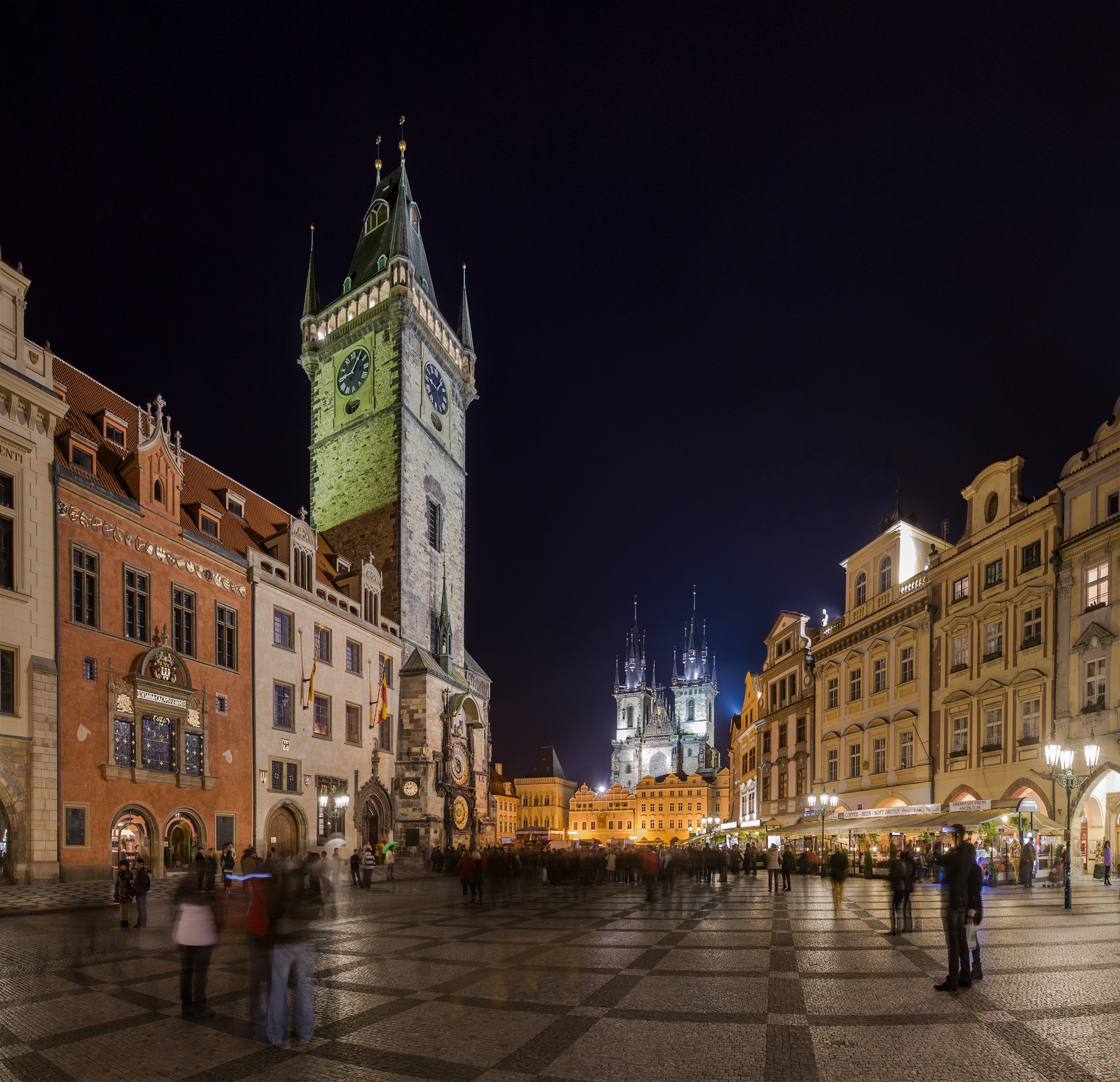
Gamla stans torg på natten